# Niditinea truncicolella
Niditinea truncicolella is een vlinder uit de familie echte motten (Tineidae). De wetenschappelijke naam is voor het eerst geldig gepubliceerd in 1848 door Tengstrom.
De soort komt voor in Europa.